# Bătălia de la Princeton
Bătălia de la Princeton (3 ianuarie 1777) a fost o confruntare din cadrul Războiului de Independență al Statelor Unite ale Americii, în care forțele revoluționare ale generalului George Washington au învins forțele britanice lângă Princeton, New Jersey.
În seara zilei de 2 ianuarie 1777, Washington, Comandantul Armatei Continentale, a respins un atac britanic în bătălia de pe Pârâul Assunpink la Trenton. În acea noapte, el a evacuat orașul, a ocolit armata generalului Lord Cornwallis, și a atacat garnizoana britanică din Princeton. Generalul Hugh Mercer, din Armata Continentală, s-a întâlnit cu două regimente conduse de locotenent-colonelul Charles Mawhood din armata britanică. Mercer și armata sa au fost depășite, iar Washington a trimit o miliție sub comanda generalului John Cadwalader să-l ajute. Această miliție, văzând retragerea oamenilor lui Mercer, s-a retras și ea. Washington a sosit cu întăririle și și-a adunat din nou oamenii, după care a condus atacul împotriva armatei lui Mawhood, împingându-le înapoi. Mawhood a dat ordinul de retragere și majoritatea soldaților britanici au încercat să se regrupeze împreună cu armata lui Cornwallis din Trenton.
În Princeton, generalul John Sullivan a obligat soldații britanici refugiați în Nassau Hall să se predea, punând capăt bătăliei. După bătălie, Washington și-a deplasat armata la Morristown, iar britanicii, după a treia lor înfrângere în decurs de zece zile, au evacuat sudul provinciei New Jersey. Victoria de la Princeton a ridicat moralul americanilor și numărul voluntarilor ce se înscriau în armată a crescut. Aceasta a fost ultima acțiune majoră din cadrul campaniei din New Jersey efectuată de Washington în acea iarnă.
Pe locul bătăliei, se află astăzi Parcul de Stat al Câmpului de Bătălie Princeton.

## Context

### Victoriile de la Trenton
În noaptea de 25 decembrie 1776, generalul George Washington, comandantul Armatei Continentale, a traversat râul Delaware în fruntea a 2.400 de oameni. După un marș de nouă mile (15 km), ei au ocupat orașul Trenton, omorând sau rănind peste 100 de hessieni și luând prizonieri alți 900. La scurt timp după ocuparea orașului, Washington a traversat Delaware-ul înapoi înspre Pennsylvania. În ziua de 29, Washington a traversat din nou râul și a luat poziții defensive la Trenton. Pe 31, Washington a făcut un apel la oamenii săi, ale căror contracte expirau la sfârșitul anului, să mai rămână, promițându-le o recompensă de zece dolari. Apelul său a avut efect și mulți dintre soldați au decis să continue. În aceeași zi, Washington a aflat că a primit de la Congres pentru șase luni puteri mari, adesea considerate dictatoriale.
Ca răspuns la pierderea Trentonului, generalul Lord Cornwallis a plecat din New York City și a readunat o forță britanică de peste 9.000 de oameni în Princeton pentru a-l ataca pe Washington.  Lăsând 1.200 de oameni sub comanda locotenent-colonelului Charles Mawhood la Princeton, 
Cornwallis a plecat din Princeton în ziua de 2 ianuarie în fruntea a 8.000 de oameni pentru a ataca armata de 6.000 de oameni a lui Washington. Washington a trimis soldați pentru a hărțui britanicii și pentru a le întârzia înaintarea. Aproape de înserare, britanicii au ajuns la Trenton. După trei tentative eșuate de a traversa podul peste pârâul Assunpink, dincolo de care se aflau principalele întărituri americane, Cornwallis și-a anulat atacul până a doua zi.

### Evacuarea
În timpul nopții, Washington a convocat un consiliu de război și și-a întrebat ofițeri dacă să rămână să lupte, să încerce să traverseze răul undeva, sau să se furișeze pe drumuri laterale și să atace Princetonul. Deși Washington gândea deja astfel, a aflat de la Arthur St. Clair și de la John Cadwalader că planul său de a ataca Princetonul este realizabil. După ce s-a consultat cu ofițerii, ei au căzut de acord că atacarea Princetonului este cea mai bună opțiune.
Washington a ordonat ca excesul de bagaje să fie dus la Burlington de unde să fie trimis în Pennsylvania. Pământul înghețase și devenise posibilă mutarea artileriei și a tunurilor fără ca acestea să se scufunde în noroi. Până la miezul nopții, planul era gata de pus în aplicare, bagajele și armamentul suplimentar fiind în drum spre Burlington iar tunurile învelite în țesături pentru a atenua zgomotul și a împiedica britanicii să afle despre evacuare. Washington a lăsat 500 de oameni în urmă cu două tunuri să patruleze, să întrețină focurile și să-și facă de lucru cu târnăcoape și lopeți pentru a-i face pe britanici să creadă că se întăresc. Până dimineața, și aceștia urmau să se alăture armatei principale.
Până la ora 2 dimineața, întreaga armată era în mișcare, iar soldații au primit ordin să mărșăluiască în deplină liniște. Pe drum, s-a răspândit zvonul că sunt înconjurați și câțiva dintre ei au fugit spre Philadelphia. Marșul a fost dificil, întrucât o parte din drum trecea printr-o pădure deasă, pământul fiind acoperit cu gheață, caii alunecau, iar oamenii cădeau prin gheața subțire în lacuri.

### Planul de atac
În zori, armata s-a apropiat de un pârâu denumit Stony Brook. Ei au urmat cursul acestui râu cale de o milă, până când acesta s-a intersectat cu drumul poștei dintre Trenton și Princeton. La dreapta de acest drum, însă, mai era un drum nefolosit care traversa ferma lui Thomas Clark. Drumul nu se vedea de pe drumul poștei, trecea prin pământ desțelenit și ducea într-o zonă de unde se putea intra în oraș pe oriunde, deoarece britanicii îl lăsaseră neapărat.
Washington rămăsese în urmă, întrucât plănuise să atace și să captureze avanposturile britanice înainte de răsărit, pentru a captura garnizoana repede. Dimineața, el era la încă două mile de oraș. Washington a trimis 350 de oameni sub comanda lui Hugh Mercer înapoi pentru a distruge podul peste Stony Creek și a întârzia armata lui Cornwallis care s-ar fi repliat când ar fi aflat de plecarea lui Washington. Înainte de ora 8, Washington a adus restul armatei pe drumul nefolosit. Prima în coloană era divizia generalului John Sullivan formată din brigadele lui Arthur St. Clair și Isaac Sherman. În urma lor, venea brigada lui John Cadwalader și apoi cea a lui Daniel Hitchcock.

### Reacția lui Mawhood
Cornwallis îi trimisese lui Mawhood ordin să aducă regimentele britanice al 18-lea și al 55-lea și să facă joncțiunea cu armata sa la orele dimineții. Mawhood ieșise din Princeton să îndeplinească ordinele când soldații săi au urcat pe dealul aflat la sud de Stony Brook și a văzut grosul armatei americane. Neputând să estimeze dimensiunea armatei americane din cauza dealurilor împădurite, a trimis un călăreț să avertizeze regimentul al 40-lea pe care îl lăsase în Princeton, după care a ordonat readucerea regimentelor al 17-lea și al 55-lea înapoi spre oraș. În acea zi, Mawhood anulase patrula ce ar fi urmat să facă recunoașterea zonei din care venea Washington.
Mercer a primit vestea că Mawhood își retrage oamenii peste pod înapoi spre Princeton. Mercer, la ordinele lui Washington, și-a îndreptat coloana spre dreapta pentru a-i lovi pe britanici înainte ca ei să se poată confrunta cu armata principală a lui Washington. Mercer s-a îndreptat spre ariergarda lui Mawhood, dar când a realizat că nu va putea să-i taie calea la timp, s-a hotărât să i se alăture lui Sullivan. Când Mawhood a aflat că Mercer este în spatele său și se îndreaptă spre Sullivan, Mawhood a detașat o parte a regimentului al 55-lea, trimițând-o să se alăture regimentului al 40-lea în oraș, după care a deplasat restul din regimentul al 55-lea, împreună cu regimentul al 17-lea, cinzeci de călăreți și două tunuri într-o poziție din care îl putea ataca pe Mercer.

## Bătălia propriu-zisă

### Mawhood îl învinge pe Mercer

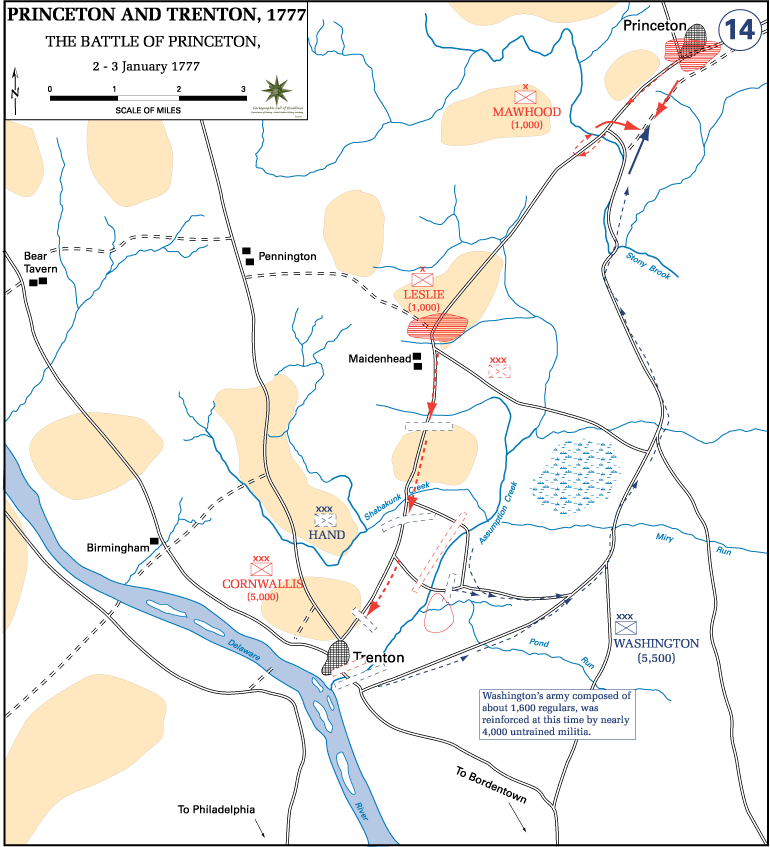
Bătălia de la Princeton, 2-3 ianuarie 1777

Mawhood a ordonat trupelor ușoare să-l întârzie pe Mercer, în timp ce el aducea celelalte detașamente. Mercer se deplasa prin livada lui William Clark când au apărut trupele britanice ușoare. Salvele britanicilor treceau prea sus, așa că Mercer a avut timp să-și aducă trupele pe câmpul de luptă. Oamenii lui Mercer au avansat împingând trupele ușoare britanice înapoi. Americanii au luat o poziție în spatele unui gard din capătul superior al livezii. Mawhood, însă, își adusese toți soldații și artileria. Tunarii americani au deschis focul primii și, timp de aproximativ zece minute, infanteria americană, în inferioritate numerică, a schimbat focuri cu britanicii. Mulți americani aveau, însă, carabine care se încărcau mai lent decât muschetele. Mawhood a ordonat o șarjă la baionetă și, întrucât mulți americani aveau carabine ce nu puteau fi echipate cu baionete, au fost învinși. Ambele tunuri americane au fost capturate, iar britanicii le-au îndreptat înspre soldații care fugeau. Mercer a fost înconjurat de soldați britanici, care i-au strigat să se predea. Britanicii, crezând că l-au prins pe Washington, l-au înjunghiat cu baionetele, i-au spart capul cu o muschetă și l-au lăsat să moară. Secundul lui Mercer, colonelul John Haslet, a fost împușcat în cap și a murit.

### Sosirea lui Cadwalader
Cincizeci de infanteriști ușori au plecat în urmărirea oamenilor lui Mercer când a apărut o brigadă odihnită de 1100 de americani sub comanda lui Cadwalader. Mawhood și-a adunat oamenii, care erau împrăștiați pe tot câmpul de luptă și i-a dispus în formație de luptă. Între timp, Sullivan era într-un impas în fața regimentului al 55-lea care venise în ajutorul regimentului al 40-lea, niciunul neîndrăznind să avanseze spre locul bătăliei principale de teama de a nu-și expune flancul. Cadwalader a încercat să-și dispună oamenii într-o linie de bătălie dar aceștia nu aveau experiență și nu știau nici cele mai simple manevre militare. Când oamenii săi au ajuns în vârful dealului și au văzut oamenii lui Mercer fugind de britanici, mare parte dintre ei s-au întors și au fugit înapoi la vale.

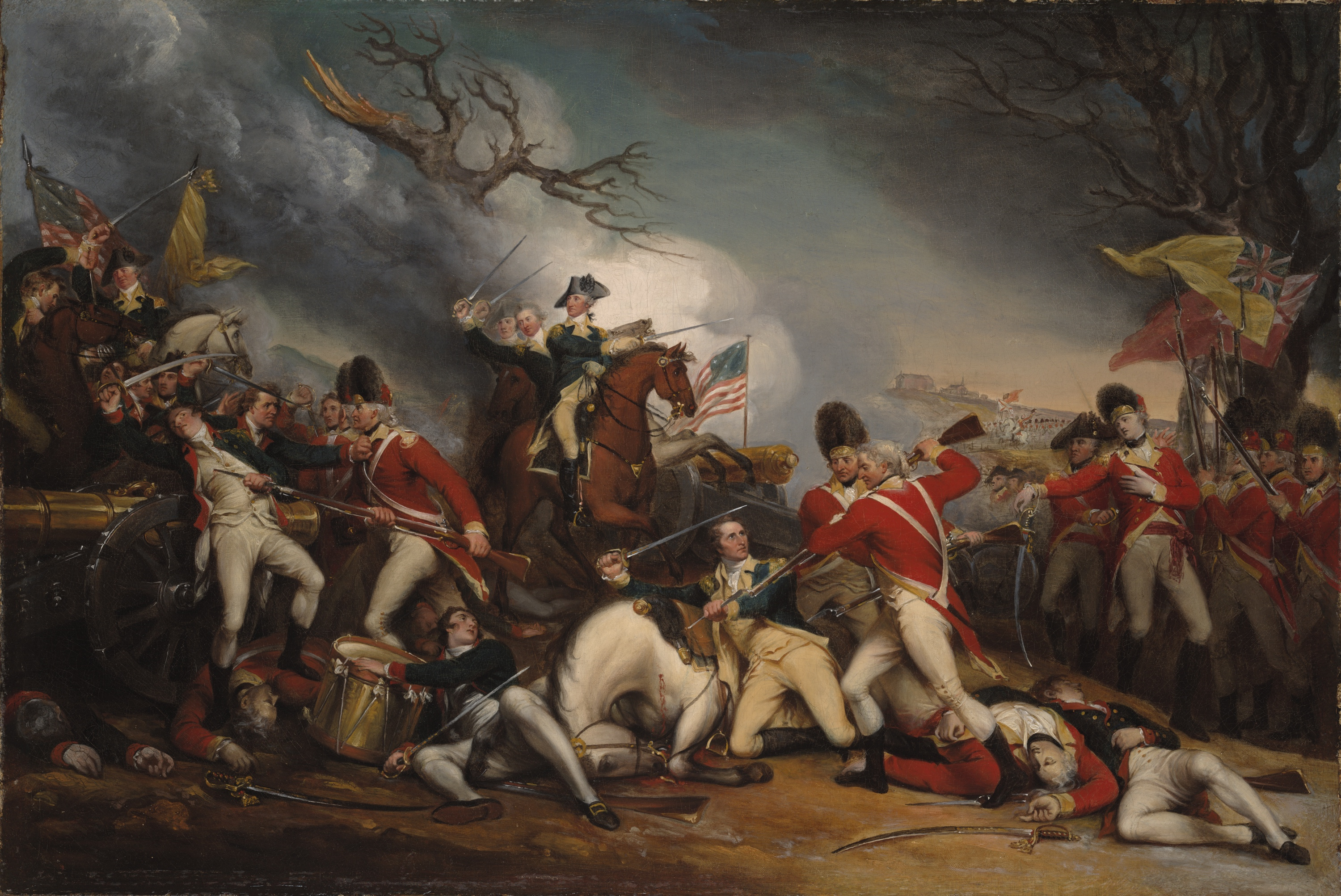
Moartea generalului Mercer de John Trumbull

### Sosirea lui Washington
Când oamenii lui Cadwalader au început să fugă, tunurile americane au deschis focul împotriva britanicilor, care se pregăteau de șarjă, și i-au reținut pe aceștia timp de câteva minute. Cadwalader a reușit să determine una dintre companiile sale să tragă o salvă, dar și ea a fugit imediat după aceea. În acest moment, Washington a sosit împreună cu Virginia Continentals și cu pușcașii lui Edward Hand. Washington a ordonat pușcașilor și virginienilor să ocupe poziții pe partea dreaptă a dealului, după care Washington s-a îndreptat călare spre oamenii lui Cadwalader care fugeau. Washington a strigat: „Mergeți cu noi, bravii mei tovarăși! Inamicii sunt doar câțiva și îi vom avea direct!”. Oamenii lui Cadwalader au intrat în formație de luptă la îndrumarea lui Washington. Când au sosit New England Continentals conduși de Daniel Hitchcock, Washington i-a trimis spre dreapta, unde pusese pușcașii și virginienii.
Washington, cu pălăria în mână, a avansat și le-a semnalat americanilor să meargă înainte, în timp ce el era călare în fruntea lor. În acest moment, Mawhood își deplasase trupele ușor spre stânga pentru a ieși din raza de acțiune a tirului artileriei americane. Washington a dat ordine să nu se tragă decât la semnalul său, și când se aflau la treizeci de metri distanță, s-a întors pe cal, și a spus: „Stați!” și apoi „Foc!”. În acest moment, și britanicii au deschis focul, acoperind câmpul de luptă într-un nor de fum. Unul dintre ofițerii lui Washington, crezând că acesta a murit, fiind între cele două linii, expus focului de ambele părți, și-a tras pălăria peste ochi, dar când fumul s-a risipit, Washington a apărut făcând semn oamenilor săi să înainteze.

### Înfrângerea britanicilor
Pe dreapta, New Englanderii lui Hitchcock au tras o salvă și au avansat din nou, amenințând flancul britanic. Pușcașii trăgeau în soldații britanici unul câte unul, în timp ce artileria americană trăgea cu tunurile spre liniile britanice. Hitchcock a ordonat apoi oamenilor săi să atace, iar britanicii au început să fugă. Britanicii au încercat să-și salveze artileria, dar milițiile au atacat și ele, iar Mawhood a ordonat retragerea. Britanicii s-au retras spre drumul poștei urmați de americani și de Washington, care striga: „Frumoasă vânătoare de vulpi, flăcăii mei!”. Unii americani reușiseră să pătrundă pe drum pentru a bloca retragerea britanicilor peste pod, dar Mawhood a ordonat o șarjă la baionetă, prin care a spart linia americană, reușind să treacă podul. Unii americani, printre care și pușcașii lui Hand, au continuat să-i urmărească pe britanici, iar Mawhood a ordonat dragonilor săi să tragă de timp pentru a le facilita retragerea, dar și dragonii au fost împinși înapoi. Unii americani au continuat urmărirea britanicilor până la căderea serii, ucigând pe unii și luându-i pe alții prizonieri. După un timp, Washington s-a întors și s-a îndreptat spre Princeton.
La marginea orașului, regimentul al 55-lea a primit ordine din partea lui Mawhood să se retragă și să facă joncțiunea cu regimentul al 40-lea în oraș. Acesta era pe poziție chiar la intrarea în oraș, pe marginea unei prăpastii. Regimentul al 55-lea a luat poziții la stânga regimentului al 40-lea. Un pluton din regimentul al 55-lea a plecat să-i flancheze pe americanii care soseau, dar a fost decimat. Când Sullivan a trimis câteva regimente să escaladeze prăpastia, britanicii s-au retras la un parapet de înălțimea pieptului. După ce au opus puțină rezistență, britanicii s-au retras din nou, unii plecând din Princeton, alții refugiindu-se în Nassau Hall. Alexander Hamilton a adus câteva tunuri și a ordonat să se tragă în clădire. După aceea, câțiva americani au spart ușa principală, iar britanicii au scos steagul alb pe fereastră, după care au fost lăsați să iasă din clădire și să-și depună armele.

## Victime
Raportul generalului Sir William Howe privind victimele bătăliei arată 18 morți, 58 de răniți și 200 de dispăruți. Mark Boatner spune că americanii au luat 194 de prizonieri în timpul bătăliei, restul de 6 „dispăruți” fiind uciși. Un martor ocular civil (autorul anonim al articolului A Brief Narrative of the Ravages of the British and Hessians at Princeton in 1776-1777 — O scurtă relatare a ravagiului britanicilor și hessienilor la Princeton în 1776–1777) scria că 24 de soldați britanici au fost găsiți morți pe câmp. George Washington a spus că britanicii au pierdut peste 100 de soldați morți și 300 căzuți prizonieri. William S. Stryker spune și el, ca și Washington, că britanicii au pierdut 100 de soldați uciși, 70 răniți și 280 căzuți prizonieri.
George Washington a raportat că a pierdut 6 sau 7 ofițeri și 25–30 de soldați morți, fără să dea un număr al răniților. Richard M. Ketchum spune că americanii au avut „30 de soldați și 14 ofițeri morți”; Henry B. Dawson scrie despre 10 ofițeri și 30 soldați morți,; în vreme ce Edward G. Lengel dă numărul total al victimelor la 25 de morți și 40 de răniți. Ziarul loialist New York Gazette and Weekly Mercury a relatat la 17 ianuarie 1777, că pierderile americanilor la Princeton au fost de 400 morți și răniți.

## Urmări

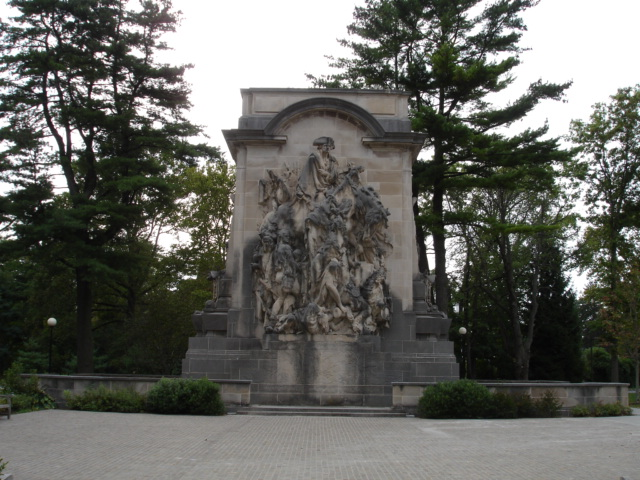
Monumentul bătăliei de la Princeton, din Princeton Borough, NJ

După ce au intrat în Princeton, americanii au început să prade orașul și carele britanice de provizii. Întrucât aflase că se apropie Cornwallis, Washington știa că trebuie să plece din Princeton. Washington dorea să pătrundă în New Brunswick și să captureze o ladă cu bani a britanicilor, ce conținea 70.000 de lire dar generalii Henry Knox și Nathanael Greene l-au convins să renunțe. În schimb, Washington și-a deplasat armata spre Somerset Courthouse și de acolo la Morristown, sosind la 6 ianuarie la orele 5:00 PM. După bătălie, Cornwallis a abandonat multe din pozițiile sale din New Jersey, și a ordonat armatei să se retragă în New Brunswick.
Britanicii au văzut bătăliile de la Trenton și Princeton ca victorii minore ale americanilor, dar cu aceste victorii, americanii au început să creadă în victoria finală în război. Istoricii americani consideră adesea bătălia de la Princeton ca fiind o mare victorie, de nivelul celei din bătălia de la Trenton, din cauza pierderii controlului asupra a unei mari părți din New Jersey de către armatele coroanei. Alți istorici, printre care Edward Lengel, o consideră mai impresionantă decât cea de la Trenton. Un secol mai târziu, istoricul britanic Sir George Otto Trevelyan scria într-un studiu al Revoluției Americane, vorbind despre impactul victoriilor de la Trenton și Princeton, că „este îndoielnic că s-ar mai fi întâmplat vreodată ca atât de puțini oameni, într-o perioadă de timp atât de scurtă să fi avut efecte mai de durată asupra istoriei lumii.”
Statuia ecvestră a lui George Washington din Washington Circle, Washington, D.C. îl reprezintă pe generalul Washington la bătălia de la Princeton. Sculptorul Clark Mills a spus, în discursul său de la dezvelirea statuii la 22 februarie 1860: „Incidentul ales pentru reprezentarea acestei statui a fost bătălia de la Princeton — a cărei descriere se poate găsi în Viața lui Washington de Upham, la pagina 213 , unde Washington, după mai multe tentative nereușite de a-și aduna oamenii, a avansat atât de aproape de liniile inamice încât calul său a refuzat să meargă mai departe, rămânând pe loc și tremurând, în timp ce bravul său călăreț stătea neclintit cu frâiele în mâini.  Dar în timp ce nobilul său cal este reprezentat îngrozit, eroul neînfricat este calm și demn, considerându-se instrumentul Providenței în rezolvarea marii probleme a libertății”.